# Нешеннок Тауншип (округ Лоуренс, Пенсільванія)
Нешеннок Тауншип (англ. Neshannock Township) — селище (англ. township) в США, в окрузі Лоуренс штату Пенсільванія. Населення — 9843 особи (2020).

## Демографія
Згідно з переписом 2010 року, у селищі мешкало 9609 осіб у 4194 домогосподарствах у складі 2827 родин. Було 4462 помешкання
Расовий склад населення:
| - 96,6 % — білих - 1,1 % — азіатів - 1,0 % — чорних або афроамериканців - 0,1 % — корінних американців |

До двох чи більше рас належало 0,9 %. Частка іспаномовних становила 1,1 % від усіх жителів.
За віковим діапазоном населення розподілялося таким чином: 19,8 % — особи молодші 18 років, 55,5 % — особи у віці 18—64 років, 24,7 % — особи у віці 65 років та старші. Медіана віку мешканця становила 49,1 року. На 100 осіб жіночої статі у селищі припадало 87,8 чоловіків;  на 100 жінок у віці від 18 років та старших — 85,3 чоловіків також старших 18 років.
Середній дохід на одне домашнє господарство  становив 86 851 долар США (медіана — 62 171), а середній дохід на одну сім'ю — 106 255 доларів (медіана — 74 459). Медіана доходів становила 55 153 долари для чоловіків та 43 571 долар для жінок. За межею бідності перебувало 5,7 % осіб, у тому числі 9,5 % дітей у віці до 18 років та 4,5 % осіб у віці 65 років та старших.
Цивільне працевлаштоване населення становило 4408 осіб. Основні галузі зайнятості: освіта, охорона здоров'я та соціальна допомога — 27,2 %, виробництво — 14,8 %, роздрібна торгівля — 14,2 %.